# Papiny dotsjki
Papiny dotsjki (Russisch: Папины дочки, Nederlands: Vaders dochters) is een, in onder andere Rusland en Oekraïne, zeer populaire Russische sitcom. De serie won een scala aan prijzen in binnen- en buitenland.

## Verhaal
Wanneer de vrouw van Sergej Vasnetsov, Ljoedmila, hem verlaat blijft hij alleen achter met zijn vijf dochters. Nu zal hij ze alleen moeten grootbrengen en helpen bij hun typische vrouwenproblemen.

## Rolverdeling
| Acteur                | Personage                     | Opmerkingen |
| --------------------- | ----------------------------- | ----------- |
| Andrej Leonov         | Sergej Vasnetsov              | Vader       |
| Nonna Grisjajeva      | Ljoedmila Vasnetsova          | Moeder      |
| Miroslava Karpovitsj  | Maria Vasnetsova              | Dochter 1   |
| Anastasia Sivajeva    | Darja Vasnetsova              | Dochter 2   |
| Darja Melnikova       | Jevgenia Vasnetsova           | Dochter 3   |
| Jelizaveta Arzamasova | Galina Vasnetsova             | Dochter 4   |
| Jekaterina Starsjova  | Polina "Poegovka" Vasnetsova  | Dochter 5   |
| Olga Volkova          | Antonina Semjonovna Gordjenko | Grootmoeder |
| Aleksandr Samoilenko  | Andrej Antonov                |             |
| Tatjana Orlova        | Tamara Kozjemjatko            |             |
| Aleksandr Olesjko     | Vasily Fedotov                |             |
| Maria Sjomkina        | Oksana Fedotova               |             |
| Michail Kazakov       | Ilja Polezjajkin              |             |
| Philip Wan            | Benjamin Vassiljev            |             |